# Bâtiment du lycée de garçons de Pärnu
Le bâtiment du lycée de garcons de Pärnu (en estonien : Pärnu Poeglaste Gümnaasiumi hoone) 
ou Kuninga tänav 29   est un bâtiment de Pärnu en Estonie.

## Description
Le bâtiment, achevé en 1875 dans un style classique tardif, a été reconnu comme monument culturel national.
Aujourd'hui, le batiment abrite l'École primaire de la rue Kuninga.

## Histoire
En 1869, le projet du nouveau bâtiment du lycée pour garçons de Pärnu est achevé. Les travaux de construction ont lieu de 1871 à 1875. Les travaux ont été dirigés par Robert Häusermann, maître d'œuvre de Riga. 
Le bâtiment a été réceptionné le 1er novembre 1875.
Un gymnase a été ouvert derrière le bâtiment de l'école en 1881, mais il a brûlé en 1906.
Les établissements d'enseignement suivants ont fonctionné dans le bâtiment:
- 1875–1942 Lycée de garçons de Pärnu
- 1948-1965 Collège russophone de Pärnu III
- 1965–1971 École de 8e année de Pärnu VI
- 1971-1979 École primaire Pärnu IX 8e (actuelle école primaire de la vieille ville de Pärnu)
- 1979–1987 1ère école auxiliaire de Pärnu
- 1987– École primaire Pärnu Kuninga Tänava

En 2005, un gymnase pour les écoles du centre de Pärnu a été achevé dans la cour de l'école.